# Martha Coolidge
Pour les articles homonymes, voir Coolidge.
Martha Coolidge est une réalisatrice, productrice, scénariste et monteuse américaine, née le 17 août 1946 à New Haven, dans le Connecticut (États-Unis).

## Filmographie

### Comme réalisatrice
- 1972 : David: Off and On
- 1974 : Old-Fashioned Woman
- 1974 : More Than a School
- 1975 : Not a Pretty Picture
- 1976 : Employment Discrimination: The Troubleshooters
- 1978 : Bimbo
- 1983 : Valley Girl
- 1984 : City Girl
- 1984 : Joy of Sex
- 1985 : Profession : Génie (Real Genius)
- 1986 : Mr. Gun (Sledge Hammer!) (série télévisée)
- 1988 : Plain Clothes
- 1989 : Trenchcoat in Paradise (TV)
- 1991 : Les Robinsons de Wall Street (Bare Essentials) (TV)
- 1991 : Rambling Rose
- 1992 : Crazy in Love (TV)
- 1993 : La Vie sous silence (en) (Lost in Yonkers)[1]
- 1994 : Angie
- 1995 : Trois vœux (Three Wishes)
- 1997 : La Croisière aventureuse (Out to Sea)
- 1998 : Sex and the City (Sex and the City) (série télévisée)
- 1999 : Dorothy Dandridge (Introducing Dorothy Dandridge) (TV)
- 2000 : Sex Revelations (TV)
- 2001 : The Flamingo Rising (TV)
- 2001 : Leap Years (série télévisée)
- 2001 : The Ponder Heart (TV)
- 2004 : Le Prince et Moi (The Prince & Me)
- 2004 : The Twelve Days of Christmas Eve (TV)
- 2005 : Material Girls
- 2009 : Les Malheurs de Chrissa (TV)
- 2009 : Hantée par le passé (Tribute) (TV)
- 2019 : Ma promesse (en) (I'll Find You)

### Comme productrice
- 1972 : David: Off and On
- 1974 : Old-Fashioned Woman
- 1975 : Not a Pretty Picture
- 1978 : Bimbo
- 1984 : City Girl
- 2000 : Les Filles de l'océan (Rip Girls) (TV)
- 2004 : Infidelity (TV)
- 2009 : Hantée par le passé (TV)

### Comme scénariste
- 1972 : David: Off and On
- 1974 : Old-Fashioned Woman
- 1974 : More Than a School
- 1975 : Not a Pretty Picture

### Comme monteuse
- 1972 : David: Off and On
- 1974 : Old-Fashioned Woman
- 1974 : More Than a School
- 1975 : Not a Pretty Picture